# ミッキーの自動車修理
『ミッキーの自動車修理』（ミッキーのじどうしゃしゅうり、原題：Mickey's Service Station）は、ウォルト・ディズニー・プロダクション（現：ウォルト・ディズニー・カンパニー）が制作したアニメーション短編映画作品である。公開は1935年3月16日。ミッキーマウスの短編映画シリーズの一作品。
本シリーズの前作『ミッキーの大演奏会』はシリーズ初のテクニカラー作品だったが、本作及び次作の『ミッキーとカンガルー』はモノクロ作品である。今作は初めてミッキー・ドナルド・グーフィーが共演した作品である

## あらすじ
自動車修理の工場に勤めるミッキー・ドナルド・グーフィーの3人のもとに、高級車に乗りピートがやってきた。ピートは3人に車から異音がするから修理しろと乱暴に命じる。与えられた時間はわずか10分。3人はあわてて修理を始める。
車を解体しながら異音の出所を探すものの、なかなか見つからない。ミッキーがなんとかタイヤのチューブから異音の発生源だったバッタを見つけ出したが、逃げ出そうとするバッタを退治しようとするあまり、3人は解体した車の部品をめちゃめちゃにしてしまい、そこで約束の10分が過ぎてしまう。車はバラバラ、ボロボロの状態。3人はあわてて組み立てようとするがまともに組めるはずもなく、部品をでたらめに押し込み形だけまともになった車ができ上がった。
何も知らないピートは形だけまともになった車に乗り込み出発しようとするが、挙動がおかしい。ミッキー達はその場からそそくさと逃げ出し、ピートはめちゃくちゃにしか動かない車に散々な目に遭わされてしまうのだった。

## スタッフ
- 製作総指揮：ウォルト・ディズニー
- 製作：ジョン・サザーランド
- 監督：ベン・シャープスティーン
- 作画：アート・バビット、ディック・ランディー、ミルト・カール 他
- 音楽：リー・ハーライン

## キャスト
| キャラクター   | 原語版               | 旧吹き替え版 | 新吹き替え版 |
| -------------- | -------------------- | ------------ | ------------ |
| ミッキーマウス | ウォルト・ディズニー | 後藤真寿美   | 青柳隆志     |
| ドナルドダック | クラレンス・ナッシュ | 関時男       | 山寺宏一     |
| グーフィー     | ピント・コルヴィッグ | 小山武宏     | 島香裕       |
| ピート         | ビリー・ブレッチャー | 遠藤征慈     | 大平透       |
| ナレーション   | -                    | 土井美加     | -            |

## 映像ソフト化
- 『ミッキーマウス B&W傑作選』（LD、ブエナ・ビスタ・ホーム・エンターテイメント）
- 『ミッキーマウス／B&Wエピソード Vol.1 限定保存版』（DVD、ブエナ・ビスタ・ホーム・エンターテイメント）